# Islas Columbretes
Las islas Columbretes son un archipiélago español de pequeñas islas de origen volcánico, ubicado en el mar Mediterráneo; a 49 kilómetros de distancia de la costa, concretamente de Oropesa del Mar. Pertenecen administrativamente al municipio de Castellón de la Plana, en la Comunidad Valenciana. 
Para su protección, en 1988 se declaró  la Reserva natural de las Islas Columbretes, y en 1995 se sumó su entorno como Reserva marina de las Islas Columbretes. Se encuentran en ellas varios equipos de vigilantes y científicos de manera permanente, pero carecen de habitantes.
Estas islas fueron conocidas por griegos y romanos desde la antigüedad. Escritores como Estrabón o Plinio el Viejo citaron la asombrosa cantidad de serpientes que las habitaban. Los nombres Ophiusa y Colubraria con los que fueron nombradas (que significan serpiente en griego y latín, respectivamente) hacen referencia a ese hecho. Las islas deben su nombre actual a "Coluber", la palabra latina para "serpiente".
Después de que se construyera un faro en Illa Grossa a mediados del siglo XIX, algunas personas se instalaron en él. La pequeña comunidad se ocupaba del mantenimiento del faro y ayudaba a disuadir a los contrabandistas que usaban los islotes como refugio. Se introdujeron animales de granja, incluidos los cerdos. Esto, combinado con prácticas agresivas como la quema de la vegetación arbustiva original de la isla del faro (en parte para usos agrícolas y también para privar deliberadamente a las numerosas víboras de nariz chata, endémicas de su hábitat natural), hizo que las serpientes se extinguieran a finales del siglo XIX. El único testimonio que queda hoy de su pasada abundancia es una víbora disecada de las Columbretes en el Museo de Ciencias Naturales de Madrid.

## Islas
Los principales islotes son: Columbrete Grande o Illa Grossa, La Ferrera; La Horadada o La Foradada; y El Bergantín o Carallot. El área emergida total de los cuatro islotes es de alrededor de 19 Ha, y el punto más alto está a 67 metros sobre el nivel del mar. Illa Grossa, la más grande, es la isla más septentrional del grupo. Se encuentra en el lugar de un antiguo cráter volcánico y muestra un patrón semicircular distintivo. Los únicos edificios en él son: un faro del siglo XIX, un embarcadero y unas instalaciones construidas para los biólogos y demás trabajadores de la Reserva Natural de vida salvaje.
Las islas se clasifican en cuatro grupos:
- Las islas en negrita son las más grandes e importantes de cada agrupación.
- Las islas en color cian son escollos.

| Grupo Columbrete Grande (14,30 ha) | Grupo La Ferrera (1,95 ha) | Grupo La Foradada (2,21 ha)                                                                                         | Grupo El bergantín o Carallot (0,49 ha) |
| --- | --- | --- | --- |
| - Columbrete Grande (Illa Grossa) (13,33 ha) - Trenca Timons (40 m²) - Mancolibre (0,56 ha) - Senyoreta (0,14 ha) - Mascarat (0,27 ha) | - La Ferrera (Malaspina) (1,53 ha) - Espinosa (0,03 ha) - Bauzà (0,25 ha) - Valdés (0,04 ha) - Navarrete (0,10 ha) - Laja Navarrete (50 m²) - El Ciscar - El Fidalgo | - La Foradada (1,63 ha) - Lobo (Foradadeta) (0,47 ha) - Méndez Núñez (0,11 ha) - Pedra Joaquín (20 m²) - Jorge Juan | - El Carallot (Galiano) (0,414 ha) - Cerquero (0,03 ha) - Xurruca (0,04 ha) - Baleato (0,01 ha) - Ulloa - Patiño - Luyando - Mendoza - Díaz |